# Alex Ribeiro
Alex Dias Ribeiro,  brazilski dirkač Formule 1, * 7. november 1948, Belo Horizonte, Brazilija.
Alex Ribeiro je upokojeni brazilski dirkač Formule 1. Debitiral je v sezoni 1976, ko je nastopil le na predzadnji dirki sezone za Veliko nagrado ZDA in zasedel dvanajsto mesto. V sezoni 1977 se mu osemkrat ni uspelo kvalificirati na dirko, štirikrat je odstopil, kot najboljša rezultata pa je dosegel osmi mesti na Velikih nagradah Nemčije in Kanade. Po letu premora je v sezoni 1979 nastopil na zadnjih dveh Velikih nagradah sezone, toda obakrat se mu ni uspelo kvalificirati na dirki, kasneje pa ni več nikoli dirkal v Formuli 1.

## Popolni rezultati Formule 1
(legenda) (odebeljene dirke pomenijo najboljši štartni položaj, poševne pa najhitrejši krog, †-uvrščen kljub odstopu)
| Leto | Moštvo                 | Šasija         | Motor       | 1       | 2       | 3       | 4        | 5       | 6       | 7       | 8       | 9       | 10     | 11    | 12      | 13     | 14      | 15      | 16    | 17     | Prv | Toč |
| ---- | ---------------------- | -------------- | ----------- | ------- | ------- | ------- | -------- | ------- | ------- | ------- | ------- | ------- | ------ | ----- | ------- | ------ | ------- | ------- | ----- | ------ | --- | --- |
| 1976 | Hesketh Racing         | Hesketh 308D   | Cosworth V8 | BRA     | JAR     | ZZDA    | ŠPA      | BEL     | MON     | ŠVE     | FRA     | VB      | NEM    | AVT   | NIZ     | ITA    | KAN     | ZDA 12  | JAP   |        | -   | 0   |
| 1977 | Hollywood March Racing | March 761B     | Cosworth V8 | ARG Ret | BRA Ret | JAR Ret | ZZDA Ret | ŠPA DNQ | MON DNQ | BEL DNQ | ŠVE DNQ | FRA DNQ | VB DNQ | NEM 8 | AVT DNQ | NIZ 11 | ITA DNQ | ZDA 15  | KAN 8 | JAP 12 | -   | 0   |
| 1979 | Fittipaldi Automotive  | Fittipaldi F6A | Cosworth V8 | ARG     | BRA     | JAR     | ZZDA     | ŠPA     | BEL     | MON     | FRA     | VB      | NEM    | AVT   | NIZ     | ITA    | KAN DNQ | ZDA DNQ |       |        | -   | 0   |